# 212 ق م
212 ق م أو 212 قبل الميلاد هي سنة من العقد 21 ق م في التقويم اليولياني البروليبتي (التقويم الميلادي). تسبقها سنة 213 ق م وتليها سنة 211 ق م.

## أحداث

### اليونان
- بعد أن أوقف الرومان محاولاته لغزو إيليريا عن طريق البحر، وقيام أسطول القائد الروماني ماركوس فاليريوس لافينوس بتحجيم حركته في البحر الأدرياتيكي – يواصل فيليب الخامس ملك مقدونيا أعماله العدائية بعيدا عن الساحل، ويستولي على مدن داخل اليابسة هي ديمالي وليسوس، ويخضع قبيلة دساراتاي اليونانية وقبائل بارثيني وأردياي الإيليرية.[5]

### تراقيا
- التراقيون يدمرون مدينة تيليس.

### قرطاج
- صيفاقس ملك قبيلة نوميديا الغربية ومملكة ماسيسيليا يعقد تحالفا مع الرومان الذين يرسلون مستشارين عسكريين لمساعدة صيفاقس وتدريب جنوده. ثم يهجم على نوميديا الشرقية (الماسيل) التي يحكمها غايا حليف قرطاج. ويسافر القائد القرطاجي صدربعل إلى شمال أفريقيا قادما من إسبانيا، ليوقف تمرد النوميديين.

### إسبانيا
- القادة الرومانيون بوبليوس كورنيليوس سكيبيو وأخيه الأكبر غنايوس كورنيليوس سكيبيو كالفوس، يستوليان على ساغونتوم (ساغونتو الحالية)) من القرطاجيين.

### الإمبراطورية السلوقية
- أنطيوخوس الثالث يقوم بحملة عسكرية في آسيا، حيث يصل إلى حدود الهند، ويحاول استعادة الأراضي التي كان قد غزاها الإسكندر الأكبر.
- بعد استعادته الجزء الأوسط من الأناضول من أخايوس المتمرد، يقوم أنطيوخوس الثالث بإرجاع قواته لاستعادة الأقاليم الحدودية في شمال وشرق المملكة السلوقية.
- أنطيوخوس الثالث يمنح أخته أنطيوخا للزواج من زركسيس ملك أرمينيا، والذي يقدم الولاء والتبعية لأنطيوخوس الثالث.

### الإمبراطورية الرومانية
- بوبليوس لوسينيوس كراسوس ديفيس ينتخب حبرا أعظم متفوقا على العديد من المرشحين البارزين، رغم أنه لم يكن قد تولى مناصب هامة من قبل. وسيظل في هذا المنصب حتى وفاته.
- معركة تارانتو الأولى - القرطاجيون يدخلون مدينة تارنتوم، نتيجة تآمر بعض سكانها الساخطين على الرومان، ويقوم المتآمرون بهزيمة الحامية الرومانية بها. ويسيطر حنبعل على قواته ويمنعهم من نهب بيوت أحد غير الرومان. وتبقى القلعة تحت سيطرة الرومان، لذلك لا يستطيع حنبعل استخدام الميناء.
- القناصلة الرومان أبيوس كلاوديوس بولتشر وكوينتوس فولفيوس فلاكوس، يحاصرون مدينة كابوا بثماني فيالق. ويتحرك هانو إلى بنفنتوم لمحاولة مساعدة سكان كابوا لكن يهزمه الرومان.
- معركة كابوا الأولى - سكان كابوا يرسلون في طلب العون من حنبعل. ويرسل لهم 2000 فارس نوميدي لتعزيز المدينة. وتهزم القوات القرطاجية المجمعة القوات الرومانية بقيادة فلاكوس وفولتشر، ويموت الأخير جراء جراحه.
- معركة سيلاريوس - معركة سيلاريوس بين جيش حنبعل وقوة رومانية بقيادة البريتور ماركوس سينتنيوس بينولا.وينتصر القرطاجيون ويدمرون جيش بينولا.
- معركة هردونيا الأولى - معركة هردونيا بين جيش حنبعل وقوات رومانية فرضت الحصار على ميدنة هردونيا بقيادة البريتور غنايوس فولفيوس فلاكوس أخ القنصل كوينتوس فلافيوس فلاكوس. ويهزم الجيش الروماني ويترك أبوليا خالية من الرومان لمدة عام.
- بعد حصار عامين يقود القائد الروماني ماركوس كلاوديوس مارسيلوس قواته بالتدريج نحو مدينة سرقوسة ويستولي عليها رغم التعزيزات القرطاجية القوية، ورغم استخدام آلات الحرب التي صممها العالم والرياضياتي اليوناني أرخميدس (مثل آلة مخلب أرخميدس).
- رغم رغبة مارسيلوس في الحفاظ على حياة سكان سرقوسة، فلم يستطع ردع جنوده من نهب المدينة وقتل أرخميدس. ويحمل مارسيلوس كنوز سرقوسة الفنية إلى روما، وهذا النهب الفني كان سابقة من نوعه، لكنه شاع فيما بعد.

### الصين
- البدء في بناء قصر إيبانغ في غرب الصين، وهو قصر بني خصيصا للإمبراطور تشين شي هوانج.

## مواليد
- كليوباترا الأولى

## وفيات
- أرخميدس - عالم ورياضياتي يوناني، والذي قام بحساب المعادلات لحساب مساحات وحجوم الكرة والأسطوانة والقطع المكافئ وغيرها. كما أسس علم سكون الموائع، ومن ضمنها مبدأ الصعود على جسم عائم، الذي أدى إلى صرخته الشهيرة «يوريكا» (وجدتها). واخترع كذلك آلات الحصار لاستخدامها ضد الرومان، واخترع لولب أرخميدس لرفع المياه.
- تيبيريوس سامبرونيوس غراكوس الثاني - قنصل روماني من عام 215 إلى 213.
- زركسيس ملك أرمينيا (اغتيل على يد زوجته أنتيوخا).

## كتب
- Yves Denis Papin (1998). Chronologie de l'histoire ancienne. Lieu de publication non identifié: Éditions Jean-paul Gisserot. ISBN:2-87747-346-5. OCLC:40746926. مؤرشف من الأصل في 2022-03-16.
- أحمد محمد عوف (2000)، موسوعة حضارة العالم، QID:Q12246226

## وصلات خارجية
- صفحة السنة على موقع onthisday.com
- سنة 212 ق م على موقع المكتبة الوطنية الفرنسية